# Radio Multicanale
La Radio Multicanale è una tecnologia e una possibilità della radio digitale. Permettere di trasmettere e ricevere un flusso audio in più canali audio completamente indipendenti. Si distingue dalla trasmissione monofonica, tipica della radio AM (un solo canale) e della radio FM, al massimo stereo tradizionale (due canali).
Principalmente la radio multicanale utilizza lo standard 5.1, realizzato per i sistemi Home Theater, derivato a sua volta dalle tecnologie utilizzate nelle sale cinematografiche.
La radio multicanale utilizza principalmente, come sistemi di distribuzione, il satellite geostazionario e la rete internet. Ci sono state delle sperimentazioni per trasmettere il segnale multicanale radiofonico utilizzando il cosiddetto digitale terrestre e il DAB (Digital Audio Broadcasting).

## Storia
La radio multicanale ha una storia molto recente da un punto di vista di implementazione e reale trasmissione, ma ha radici che affondano nelle sperimentazioni degli studi di radiofonia dei grandi broadcaster europei degli anni 50.
Prima della nascita dei sistemi cosiddetti surround gli ingegneri della BBC avevano sviluppato il Matrix H, un sistema a matrice per trasmettere programmi radio quadrifonici in modulazione di frequenza. Il sistema è compatibile con ricevitori stereo e monofonici. La BBC trasmise in questa modalità sia programmi di generi diversi su "BBC Radio 3" e "BBC Radio 2", sia programmi musicali su "BBC Radio 1".
Il periodo in cui alcune emittenti radio hanno cominciato a trasmettere in multicanale 5.1 è intorno al 2005. Le emittenti che più hanno sperimentato nel campo sono i broadcaster pubblici europei. Il multicanale negli Stati Uniti si è affacciato negli stessi anni, ma spesso le emittenti statunitensi che dichiarano di trasmettere in Surround non lo fanno in modalità 'discreta', ma utilizzando delle matrici. Questo significa che non trasmettono realmente sei canali audio separati, cioè i cinque canali principali più uno per le basse frequenze che formano il sistema 5.1. Trasmettono invece il segnale - mixato in sei canali separati all'origine - attraverso i classici due canali stereofonici, attraverso un'operazione di codifica algoritmica. Sarà poi necessaria un'ulteriore decodifica da parte del ricevente finale, ma a quel punto i canali audio - che erano separati all'origine - si distribuiranno in maniera non accurata tra le sei casse degli impianti 5.1. Questa distribuzione segue delle logiche interne a seconda della matrice di codifica e decodifica adottata, ma non rende mai esattamente il mixaggio che il sound designer o il radio producer aveva creato all'origine. Questo aspetto può interessare meno il cinema o la televisione, aiutati dal visivo, ma per la radio risulta di fondamentale importanza. Molti operatori e tecnici della radiofonia europea si sono per questo mostrati ostili verso gli operatori statunitensi, sostenendo, che molte delle radio statunitensi definite come multicanale nascondano il fatto di essere in realtà multicanale di derivazione matriciale e quindi di qualità notevolmente inferiore rispetto ai sistemi discreti utilizzati in Europa. 
I sistemi tecnici più diffusi per la trasmissione di audio multicanale surround sono quelli sviluppati dalla Dolby e quelli DTS. A detta di molti operatori del settore, e guardando le specifiche tecniche dei due sistemi ci si accorge come il sistema con la qualità audio maggiore sia DTS. Questa qualità maggiore viene però pagata da una maggiore necessità di banda.

### Radio in multicanale
- (EN) AC3X Radio - A classical surround experience, su ac3xradio.com. (formato immersivo 5.1.2 canali)
- BBC 4 - Under a Milk Wood (trasmissione streaming surround), su bbc.co.uk.
- Sveriges Multikanal - SR 5.1 Multicanal (Radio Nazionale Svedese), su sverigesradio.se (archiviato dall'url originale il 5 febbraio 2007).
- Speciale su Sveriges Multikanal nel sito della DTS, con materiale tecnico, su dts.com. URL consultato il 19 marzo 2007 (archiviato dall'url originale l'8 febbraio 2007).
- Österreich 1 Austria (Primo Canale Broadcaster pubblico Austriaco), su oe1.orf.at. URL consultato il 6 marzo 2007 (archiviato dall'url originale il 22 ottobre 2007).
- WDR – DVB-S Radio (Germania), su wdr.de.
- NKR 5.1 - Norvegian Broadcasting Corporation, su nrk.no.
- Concertzender Olanda, su concertzender.nl (archiviato dall'url originale il 10 luglio 2007).
- Xm Radio (Stati Uniti), su xmradio.com. URL consultato il 6 marzo 2007 (archiviato dall'url originale il 29 settembre 2007).